# Họ Cá trác
Họ Cá trác (danh pháp khoa học: Priacanthidae) là một họ cá biển gồm 18 loài. Họ này theo truyền thống xếp trong phân bộ Percoidei của bộ Cá vược (Perciformes), nhưng gần đây được một số tác giả xem xét lại và đưa vào bộ Priacanthiformes của loạt Eupercaria.

## Từ nguyên
Tên khoa học của họ có nguồn gốc từ tiếng Hy Lạp prioo-: đâm; châm + akantha: gai; sắc cạnh, là để chỉ đến các vảy rất thô nhám, có gai sắc cạnh của các loài cá trong họ này.

## Đặc điểm
Các loài trong họ này thường có mắt to, phù hợp với kiểu sống ăn thịt và sống về đêm của chúng. Họ Priacanthidae thường có màu đỏ tươi, nhưng một vài loài có bề ngoài màu trắng bạc, nâu tối màu hay đen. Phần lớn các loài có chiều dài tổng cộng tối đa khoảng 30 cm (12 inch), mặc dù một số loài có thể dài trên 50 cm (20 inch).
Phần lớn các loài là bản địa của vùng biển nhiệt đới và cận nhiệt đới thuộc Ấn Độ Dương và Thái Bình Dương, nhưng 4 loài (Cookeolus japonicus, Heteropriacanthus cruentatus, Priacanthus arenatus và Pristigenys alta) cũng sinh sống ở Đại Tây Dương, trong đó 2 loài chỉ sinh sống tại Đại Tây Dương là Priacanthus arenatus và Pristigenys alta.
Chúng có xu hướng sống gần các phần đá trồi lên hay các rạn san hô, mặc dù vài loài sống ngoài biển khơi. Nhiều loài được tìm thấy trong các vùng nước tương đối sâu, dưới độ sâu đạt được nhờ lặn có đeo bình dưỡng khí thông thường. Một vài loài có giá trị làm thực phẩm.
Các hóa thạch sớm nhất được coi là thuộc họ Priacanthidae có niên đại tới Trung Eocen, hay khoảng 40-50 triệu năm trước.

## Các loài
Hiện tại, người ta ghi nhận 4 chi với 18 loài thuộc họ này.
Có 18 loài gồm:
- Chi Cookeolus

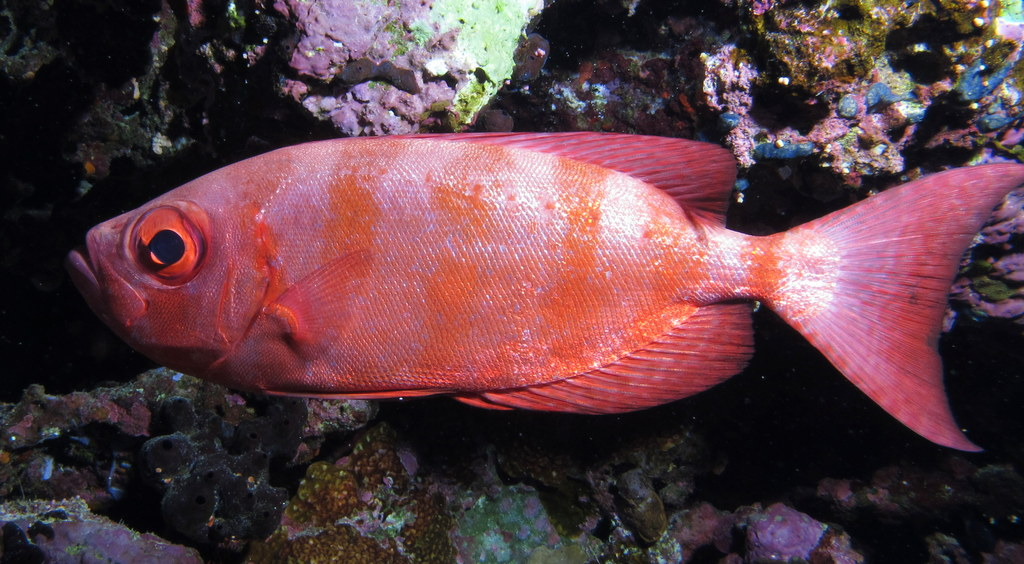
Cá trác đỏ (Priacanthus hamrur)

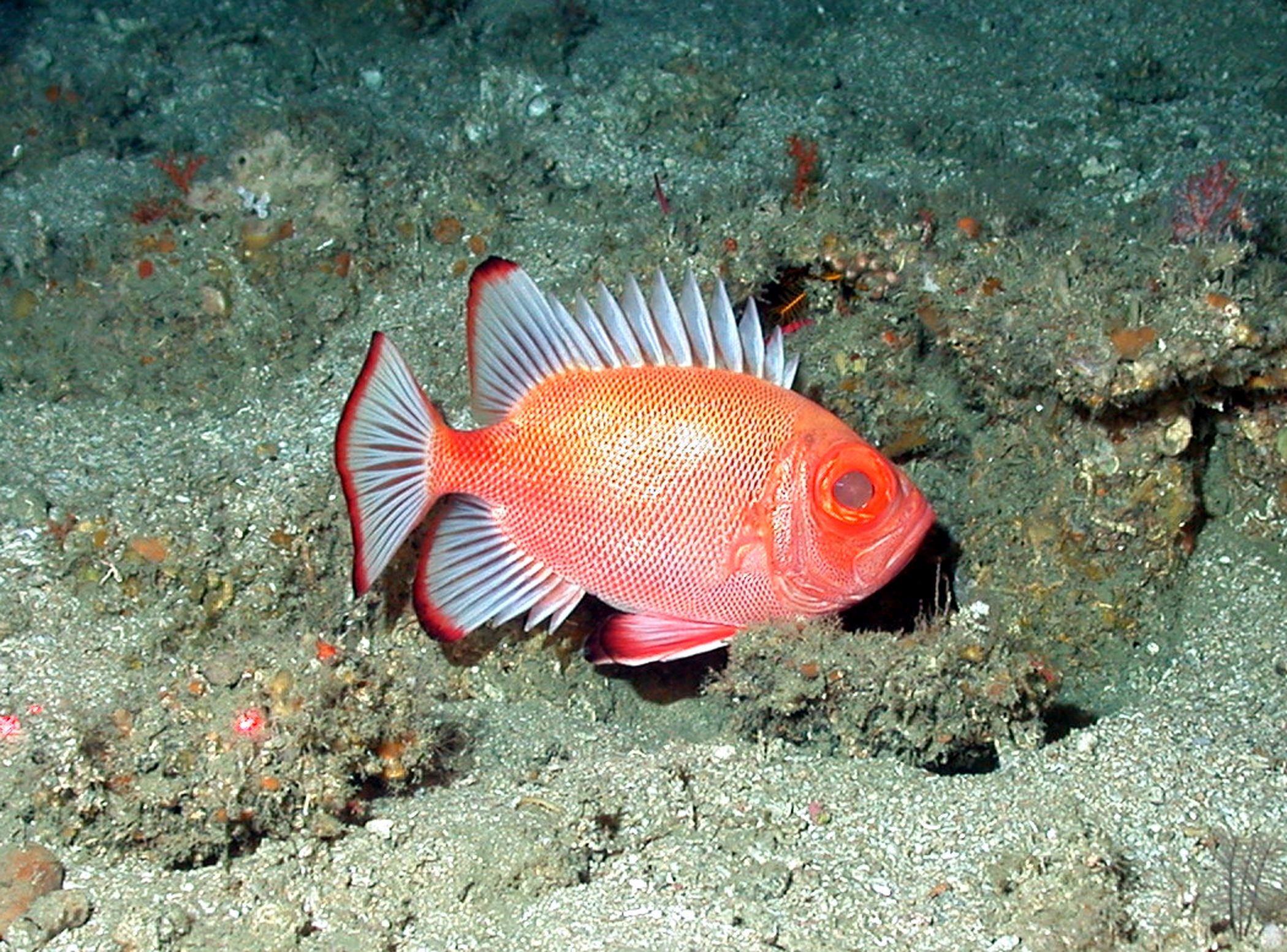
Pristigenys alta

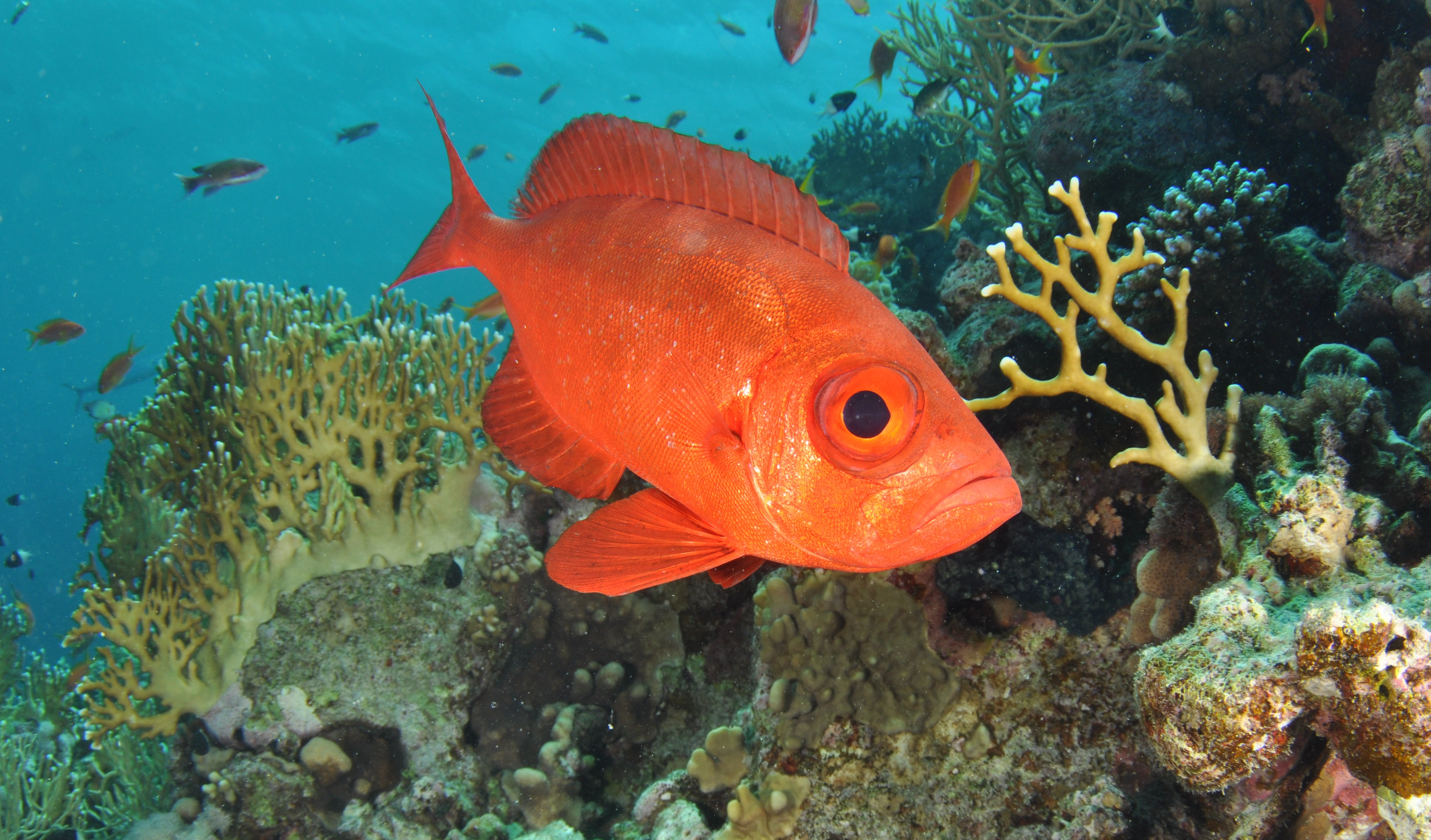
Priancanthus blochii

  - Cookeolus japonicus (Cuvier, 1829).
- Chi Heteropriacanthus
  - Heteropriacanthus cruentatus (Lacépède, 1801): Cá trác vằn
- Chi Priacanthus
  - Priacanthus alalaua Jordan & Evermann, 1903.
  - Priacanthus arenatus Cuvier, 1829.
  - Priacanthus blochii Bleeker, 1853.
  - Priacanthus fitchi Starnes, 1988: Cá trác biển sâu
  - Priacanthus hamrur (Forsskål, 1775): Cá trác đỏ[3]
  - Priacanthus macracanthus Cuvier, 1829: Cá trác đuôi ngắn[3]
  - Priacanthus meeki Jenkins, 1903: Cá trác Hawaii
  - Priacanthus nasca Starnes, 1988.
  - Priacanthus prolixus Starnes, 1988.
  - Priacanthus sagittarius Starnes, 1988.
  - Priacanthus tayenus Richardson, 1846: Cá trác đuôi dài[4]
  - Priacanthus zaiserae Starnes & Moyer, 1988.
- Chi Pristigenys
  - Pristigenys alta (Gill, 1862).
  - Pristigenys meyeri (Günther, 1872).
  - Pristigenys niphonia (Cuvier, 1829): Cá trác mắt to
  - Pristigenys serrula (Gilbert, 1891).

## Giá trị kinh tế
Trong các loài cá thuộc họ Cá trác, có loài Cá trác đuôi dài hay còn gọi là cá sơn thóc, cá bã trầu, cá thóc, cá thóc đỏ, cá mắt kiếng, cá mắt đỏ, cá trao tráo, cá thao láo là loài có giá trị kinh tế. Đây là một loại đặc sản của Miền Trung Việt Nam và phân bố cả ở vùng Nam Bộ và còn biết đến với tên gọi cá bã trầu.
Chúng có mắt to, đôi mắt trong suốt, thân cá có màu hồng nhạt, thân to vừa phải, chúng dài khoảng 5 - 7 cm, nhỏ bằng ngón tay út, cá trống có vảy nhiều màu sắc hơn cá mái và thường là màu xanh nhợt nhạt, điểm vài chấm hồng ở đuôi, có sọc dưa hai bên thân. Thịt cá dai, ít mùi tanh, lớp da có cảm giác nhám, Đối với những con cá bã trầu ở biển có màu đỏ toàn thân, nặng khoảng từ 150 - 200 gram trở lên, đầu và thân dẹp, miệng rộng, thịt thơm, ngọt. Người ta hay chọn mang cá màu đỏ hồng, cỡ 200 gram/con trở lên, cá lớn thịt mới ngon. Cá bã trầu không ham đá nhau như cá thia thia.
Đây là loại cá dùng nấu bánh canh. ây là món dân dã thường dùng trong gia đình và phần lớn để chiêu đãi những người thân quen từ xa đến ngoài ra, cá bã trầu thường được những bà nội trợ mua về nấu nồi canh chua giải nhiệt cho cả nhà hay nướng trên bếp than. Cá bã trầu tươi dong, mua về chỉ cần lấy mang cá bỏ đi, rửa sạch, để ráo rồi xẻ dọc một bên men theo đường xương cá, xẻ sao cho phía bên kia vẫn liền để gia vị không bị chảy ra sau đó đem nướng.
Khi nấu bánh canh, người ta chọn những con cá còn tươi, sau khi làm sạch, cho cá vào nồi nước sôi luộc, cá chín vớt ra bóc hết lớp da bên ngoài bỏ đi, chỉ lấy phần thịt. Ướp thịt cá với hành tím bột ngọt, nước mắm, tiêu bột sau đó phi dầu nóng cho cá vào tao đều. Một điểm đặc biệt khi nấu bánh canh cá bã trầu là không nên đổ nước luộc cá đi mà dùng để nấu nước lèo sẽ có vị rất ngọt. Sau khi thịt cá đã săn và thấm gia vị, đổ nước luộc cá vào, đun sôi lên.
Cà bã trầu thân thuộc với người dân cho nên có câu vè:
Chim chìa vôi bay ngang đám thuốc
Con cá bã trầu lội tuốt mương cau
Và có hẳn mô tả nhận dạng của cá bã trầu: 
Đỏ màu bó xác là cá bã trầu